# Edward Austin Kent
Edward Austin Kent, född 19 februari 1854 i Bangor, Maine, död 15 april 1912 i Nordatlanten, var en amerikansk arkitekt. Han avled vid förlisningen av RMS Titanic.

## Karriär

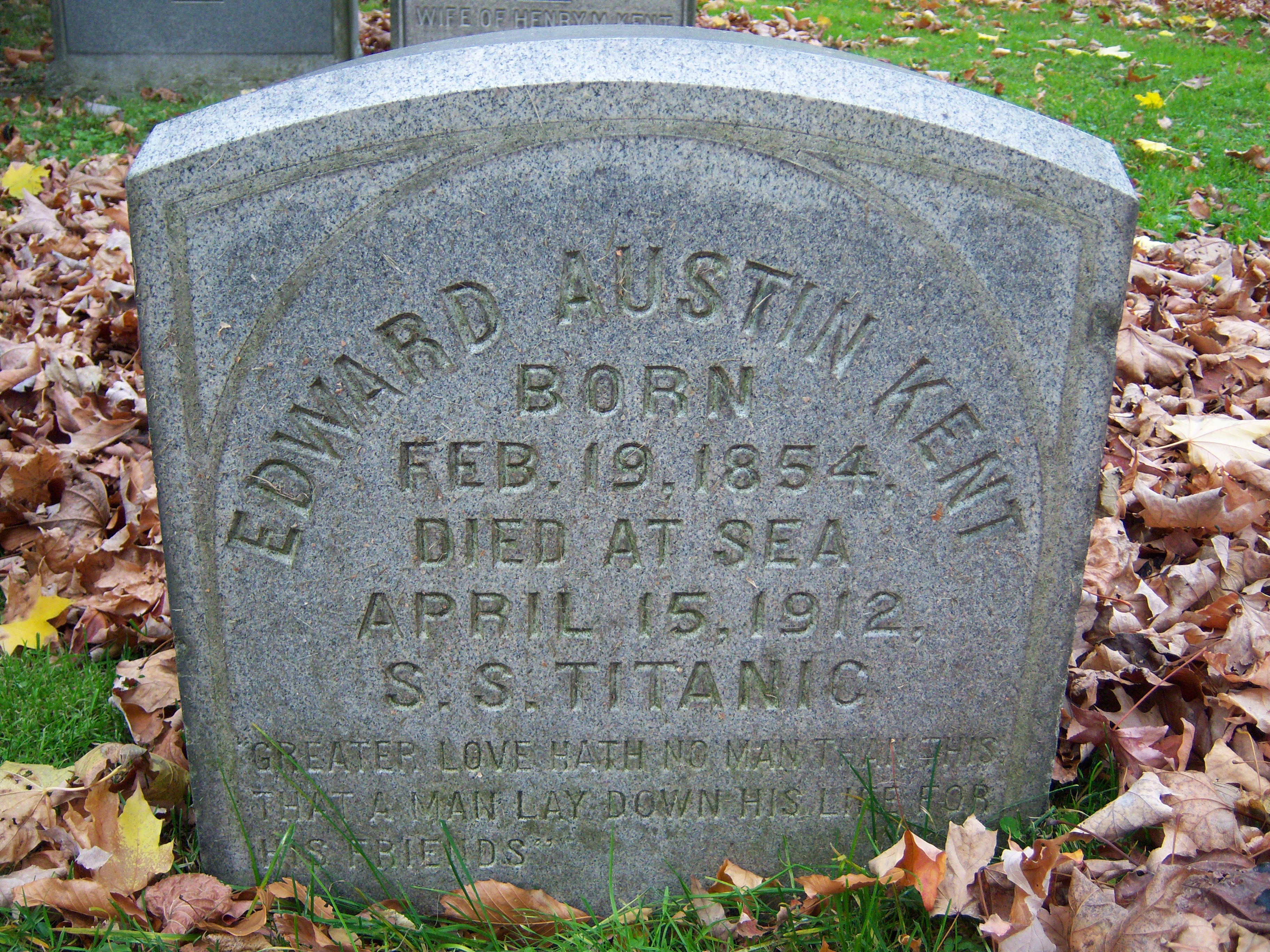
Edward Austin Kents gravvård.

Kent var utbildad vid såväl Yale University, där han avlade examen 1854 som franska École nationale supérieure des Beaux-Arts. Han levde större delen av sitt liv i Buffalo, New York där han bland annat var med och bildade Buffalo Society of Architects 1886. Han designade ett stort antal byggnader i Buffalo, men fick även uppdrag i Kanada, bland annat i Toronto.

## RMSTitanic
Kent gjorde ofta resor mellan Europa och Amerika. 1912 hade han spenderat två månader i Europa då han bokade biljett på RMS Titanics jungfrufärd till USA. Kent steg på fartyget i Cherbourg som förstaklasspassagerare. Passageraren överste Archibald Gracie IV beskrev att Kent under resan kom att sällskapa med en mindre grupp passagerare vilka inkluderade bland andra Gracie själv, Helen Churchill Candee och svenskamerikanen Mauritz Håkan Björnström-Steffansson. Under kvällen den 14 april befann sig Kent i förstaklassens rökrum tillsammans med Steffansson och Hugh Woolner. Fartyget gick på ett isberg klockan 23:38 vilket märktes som en lätt skakning i det högt belägna rökrummet. Situationen förvärrades då det visade sig att fartyget skulle komma att sjunka. Under evakueringen blev Kent ganska snart varse om att hans liv troligen inte skulle gå att rädda, men han gick ändå med på att ta hand om en miniatyr i elfenben och guld av Helen Churchill Candees mor som han stoppade i sin ficka innan hon steg i en livbåt.
Kent överlevde inte förlisningen. Hans kropp återfanns några dagar senare av fartyget CS Mackay-Bennett och han hade då fortfarande många värdesaker på sig. Miniatyren han tagit hand om kom sedermera att lämnas tillbaka till Helen Churchill Candee. Edward Austin Kent kom senare att begravas i Buffalo.

### Webbkällor
- Edward Austin Kent på Titanica Encyclopedia